# Češke Budejovice
Češke Budejovice (češko České Budějovice) (češko: [ˈtʃɛskɛː ˈbuɟɛjovɪtsɛ] ()) je mesto v Južnočeškem okraju na Češkem. Ima približno 96.000 prebivalcev in je sedmo največje mesto v državi, pred Kraljevim Gradcem in za Olomucem. Leži v dolini Vltave na sotočju z Malšami.
Češke Budejovice so največje mesto v okraju ter njegova politična in trgovska prestolnica, sedež Rimskokatoliške škofije Češke Budejovice in Univerze Južne Češke. Znana je po pivovarni Budweiser Budvar. Zgodovinsko mestno jedro je dobro ohranjeno in zaščiteno kot mestni spomeniški rezervat.

## Upravna delitev
Češke Budejovice sestavlja sedem mestnih četrti, imenovanih Češke Budejovice 1–7. Češke Budejovice 5 tvorijo eksklavo občinskega ozemlja.

## Etimologija
Ime Budějovice izhaja iz slovanskega osebnega imena Budivoj, kar pomeni »vas Budivojevcev«. Tako se je imenovalo staro naselje Budivojovice. Ime se je najprej pojavilo kot Budoywicz, nato pa v različnih podobnih oblikah. Nemško ime je nastalo s prečrkovanjem in skrajšanjem češkega imena. Ko je bilo kraljevo mesto ustanovljeno leta 1265, se je ime pojavilo kot Budwoyz, nato pa so ga prilagodili kot Budweis. V latinščini se je uporabljalo ime Budvicium. Po husitski revoluciji v prvi polovici 15. stoletja se je pojavilo ime České Budějovice (»Bohemske Budějovice«), ki jih je razlikovalo od Moravskih Budejovic.
Od sredine 18. stoletja, ko je nacionalna napetost dosegla vrhunec in se je ime začelo jemati z nacionalnega vidika, pa je prišlo do razlikovanja. Češčina je še naprej uporabljala České Budějovice, v nemščini pa se je rabilo brez pridevnika – Budweis. Ni bilo nevarnosti zmede, Moravske Budejovice so nemško Budwitz. To stanje se je ohranilo kljub dejstvu, da so leta 1920 češkoslovaške oblasti Češke Budejovice in Böhmisch Budweis v nemščini razglasile za uradno ime mesta. Po drugi strani pa je bilo pod protektoratom uradno ime samo Budweis v nemščini in Budějovice v češčini.

## Geografija
České Budějovice ležijo približno 120 kilometrov južno od Prage. Mesto leži v Češkobudejoviški kotlini, manjši vzhodni del sega v Třeboňsko kotlino. Mesto se je večinoma razprostiralo po ravnini, tako da je bilo skoraj ravno v notranjih delih s hribovitimi predeli v vzhodnih predmestjih. Najvišja točka leži na približno 560 metrih nadmorske višine.
Češke Budejovice ležijo v dolini reke Vltave, ob njenem sotočju z Malšami. Na severozahodnem delu občinskega ozemlja se nahaja sklop velikih ribnikov. Največji ribnik je Novohaklovský s površino 47,2 hektarjev. Več ribnikov je v naravnem rezervatu Vrbenské rybníky.

### Podnebje
České Budějovice imajo hladnejšo in mokro celinsko različico vlažnega celinskega podnebja (Köppen Dfb) s povprečno letno temperaturo 83 °C. Obstajajo štirje letni časi, z mračno suho zimo med začetkom decembra in začetkom marca, sončno in bolj vlažno pomlad med polovico marca in polovico maja, ki se spremeni v deževno in toplo poletje konec maja in v začetku septembra, ko se začne suha jesen, ki traja do konec novembra. V večini let je med 1550 in 1800 sončnih ur.
| Podnebni podatki za Češke Budejovice (1991–2020)     | Podnebni podatki za Češke Budejovice (1991–2020) | Podnebni podatki za Češke Budejovice (1991–2020) | Podnebni podatki za Češke Budejovice (1991–2020) | Podnebni podatki za Češke Budejovice (1991–2020) | Podnebni podatki za Češke Budejovice (1991–2020) | Podnebni podatki za Češke Budejovice (1991–2020) | Podnebni podatki za Češke Budejovice (1991–2020) | Podnebni podatki za Češke Budejovice (1991–2020) | Podnebni podatki za Češke Budejovice (1991–2020) | Podnebni podatki za Češke Budejovice (1991–2020) | Podnebni podatki za Češke Budejovice (1991–2020) | Podnebni podatki za Češke Budejovice (1991–2020) | Podnebni podatki za Češke Budejovice (1991–2020) |
| Mesec                                                | Jan                                              | Feb                                              | Mar                                              | Apr                                              | Maj                                              | Jun                                              | Jul                                              | Avg                                              | Sep                                              | Okt                                              | Nov                                              | Dec                                              | Letno                                            |
| ---------------------------------------------------- | ------------------------------------------------ | ------------------------------------------------ | ------------------------------------------------ | ------------------------------------------------ | ------------------------------------------------ | ------------------------------------------------ | ------------------------------------------------ | ------------------------------------------------ | ------------------------------------------------ | ------------------------------------------------ | ------------------------------------------------ | ------------------------------------------------ | ------------------------------------------------ |
| Rekordno visoka temperatura °C                       | 18.3                                             | 20.2                                             | 23.7                                             | 29.9                                             | 32.6                                             | 36.3                                             | 36.8                                             | 36.9                                             | 34.8                                             | 26.1                                             | 20.7                                             | 15.6                                             | 36.9                                             |
| Povprečna visoka temperatura °C                      | 3.3                                              | 5.3                                              | 9.9                                              | 15.7                                             | 20.3                                             | 23.8                                             | 26.0                                             | 25.8                                             | 20.1                                             | 14.2                                             | 7.8                                              | 4.0                                              | 14.7                                             |
| Povprečna dnevna temperatura °C                      | −0.3                                             | 0.8                                              | 4.5                                              | 9.4                                              | 14.0                                             | 17.6                                             | 19.2                                             | 18.7                                             | 13.7                                             | 8.8                                              | 4.1                                              | 0.6                                              | 9.3                                              |
| Povprečna nizka temperatura °C                       | −3.5                                             | −3.2                                             | 0.0                                              | 3.5                                              | 7.9                                              | 11.5                                             | 13.2                                             | 12.9                                             | 9.0                                              | 5.1                                              | 1.3                                              | −2.3                                             | 4.6                                              |
| Rekordno nizka temperatura °C                        | −20.5                                            | −22.4                                            | −17.4                                            | −6.4                                             | −0.7                                             | 1.9                                              | 5.1                                              | 4.7                                              | −0.7                                             | −8.3                                             | −13.4                                            | −23.6                                            | −23.6                                            |
| Povprečna količina padavin mm                        | 29.3                                             | 23.2                                             | 38.9                                             | 37.9                                             | 74.3                                             | 102.0                                            | 95.0                                             | 92.2                                             | 57.9                                             | 43.0                                             | 36.9                                             | 28.7                                             | 659.3                                            |
| Povp. št. dni s padavinami (≥ 1.0 mm)                | 7.3                                              | 5.7                                              | 8.5                                              | 7.1                                              | 10.7                                             | 10.3                                             | 10.8                                             | 9.2                                              | 8.0                                              | 7.5                                              | 7.9                                              | 6.9                                              | 100.1                                            |
| Povp. št. sončnih ur                                 | 58.4                                             | 87.1                                             | 132.5                                            | 187.7                                            | 208.6                                            | 224.9                                            | 232.8                                            | 227.2                                            | 160.9                                            | 113.6                                            | 59.2                                             | 53.3                                             | 1.746,4                                          |
| Vir: Nacionalna uprava za oceane in atmosfero (NOAA) |                                                  |                                                  |                                                  |                                                  |                                                  |                                                  |                                                  |                                                  |                                                  |                                                  |                                                  |                                                  |                                                  |

## Zgodovina
Prva pisna omemba Budejovic je iz leta 1251, ko so bile le vas. Kraljevo mesto je na svojem mestu leta 1265 ustanovil češki kralj Otokar II. Umestitev in načrtovanje mesta je izvedel kraljev vitez Hirzo. Nemško govoreči naseljenci so prihajali iz Češkega gozda in Zgornje Avstrije. Kraljevo mesto je nastalo kot osnova kraljeve moči v Južni Češki in kot protiutež močni plemiški hiši Rosenberg, ki je izumrla leta 1611.
Leta 1341 je češki kralj Ivan dovolil judovskim družinam prebivati znotraj mestnega obzidja in prvo sinagogo so zgradili leta 1380. V poznem 15. in začetku 16. stoletja pa se je zgodilo več pogromov. Od husitskih vojn je bilo mesto tradicionalno branik rimskokatoliške cerkve med dolgotrajnimi verskimi spopadi v Kraljevini Češki. Češke Budjejovice so bile od leta 1526 del habsburške monarhije in so v tridesetletni vojni ostale zveste podpornice cesarja Ferdinanda II.. Češke Budejovice je na kratko zasedla Prusija med šlezijskimi vojnami in vojno med Habsburžani in francosko vojsko leta 1742.
Leta 1762 so piaristi tu ustanovili gimnazijo, cesar Jožef II. pa je leta 1785 ustanovil škofijo. Leta 1847 so proizvodnjo svinčnikov Koh-i-Noor Hardtmuth preselili z Dunaja v Budejovice. Adalbert Lanna starejši je poleg Josepha Hardtmutha sodil med najvidnejše mestne industrialce 19. stoletja. V njegovem času so Budejovice postale glavno trgovsko središče. Konjsko železnico Češke Budejovice–Linz so zgradili v letih 1825–1832 in je postala druga najstarejša javna proga v celinski Evropi (za progo Saint Étienne-Andrézieux v Franciji).
Mesto je ostalo nemško govoreča enklava do leta 1880, potem pa so Čehi postali večina. Do konca 2. svetovne vojne je mesto vsebovalo precejšnjo nemško manjšino (približno 15,5 % leta 1930). Na primer, razmerje med Nemci in Čehi je bilo leta 1880: 11.829 Nemcev proti 11.812 Čehom, leta 1890: 11.642 proti 16.585, leta 1900: 15.400 proti 23.400, leta 1910: 16.900 proti 27.300 in leta 1921: 7.415 do 35.800.
Med 2. svetovno vojno je mesto zasedla nacistična Nemčija. Okupatorji so v mestu upravljali gestapovski zapor in prisilno delovno taborišče. V zadnji fazi vojne, marca 1945, je bila ranžirna postaja Češke Budejovice dvakrat tarča napadov Vojnega letalstva Kopenske vojske ZDA, ki so močno poškodovali mesto in povzročili veliko izgubo življenj. Ob koncu vojne, 9. maja 1945, so sovjetske čete mesto osvobodile. Vso nemško prebivalstvo so leta 1945 po Beneševih odlokih in potsdamskem sporazumu izgnali.

## Gospodarstvo
Češke Budejovice so gospodarsko središče celotnega Južnočeškega okraja in sedež mnogih velikih korporacij. Največji delodajalci s sedežem v Čeških Budejovicah in vsaj 1000 zaposlenimi so:
| gospodarska entiteta        | število zaposlenih | glavna dejavnost                                     |
| --------------------------- | ------------------ | ---------------------------------------------------- |
| Bolnišnica Češke Budejovice | 4.000–4.999        | zdravstvena nega                                     |
| dm-drogerie markt           | 3.000–3.999        | maloprodaja                                          |
| Robert Bosch                | 3.000–3.999        | avtomobilska industrija                              |
| Univerza Južne Češke        | 2.000–2.499        | izobraževanje                                        |
| ČEVAK                       | 1.000–1.499        | delovanje vodnogospodarske infrastrukture            |
| E.ON Česká republika        | 1.000–1.499        | distributer električne energije in zemeljskega plina |
| Jednota                     | 1.000–1.499        | maloprodaja                                          |
| Groz-Beckert Czech          | 1.000–1.499        | proizvodnja orodij za tekstilno industrijo           |
| Madeta                      | 1.000–1.499        | mlečni izdelki                                       |
| Swietelsky stavební         | 1.000–1.499        | gradbeništvo                                         |

### Pivovarstvo
Budejovice so že dolgo znane po pivu, ki ga tam varijo že od 13. stoletja. Leta 1256 so tam ustanovili pivovarno Svitavy, ki so jo zaprli leta 2002. Nekaj časa je bilo mesto cesarska pivovarna cesarja Svetega rimskega cesarstva in Budweiser Bier (tj. pivo iz Budweisa) je poleg Pilsnerja iz Plzna postal eden najbolj znanih ležakov. Pivovarstvo ostaja pomembna gospodarska panoga.
Največja pivovarna, ustanovljena leta 1895, je Budweiser Budvar, ki ima zakonske pravice za trženje svojega piva pod blagovno znamko »Budweiser« v večjem delu Evrope. Isti izdelek se prodaja tudi drugje pod imeni »Budvar« in »Czechvar« zaradi pravnih nesoglasij z Anheuser-Busch glede blagovne znamke Budweiser. Anheuser-Busch prodaja svoje pivo kot »Bud« v večini Evropske unije. Ameriški ležak so prvotno zvarili kot imitacijo slavnega bohemskega izvirnika, vendar je sčasoma razvil svojo lastno identiteto in dosegel izjemen komercialni uspeh. Anheuser-Busch je dal ponudbe za odkup češke pivovarne, da bi zagotovil globalne pravice do imena »Budweiser«, vendar je češka vlada zavrnila vse takšne ponudbe, saj je češko ime Budweiser obravnavala kot stvar nacionalnega ponosa.
Najstarejša delujoča in druga največja pivovarna, ustanovljena leta 1795, se je v času komunizma preimenovala v »Pivovar Samson«, s čimer je zamenjala prvotno nemško ime Budweiser Bürgerbräu. Izvažala je tudi, največ pod blagovno znamko »Samson« in »Crystal«. Pred kratkim so ponovno pridobili pravice do poimenovanja za Budweiser za Evropo, medtem ko od leta 2005 ponujajo »B. B. Bürgerbräu« v ZDA.

## Transport
Evropska cesta E55 (odsek od Prage do češko-avstrijske meje pri Dolnem Dvořištu) poteka skozi Češke Budejovice. Odsek od Prage do Čeških Budejovic tvori avtocesta D3 in (kjer avtocesta ni dokončana) cesta I/3. Odsek od Čeških Budejovic do češko-avstrijske meje tvori cesta I/3. Druga pomembna cestna povezava je cesta I/20 (del evropske ceste E49), ki povezuje Češke Budejovice s Plznom in Karlovymi Vari.
Češko-avstrijski družbi Železnica cesarja Franca Jožefa leta 1868 in Železnica cesarice Elizabete leta 1871 sta prek Čeških Budejovic zgradili neposredni mednarodni železnici, ki povezujeta Dunaj s Plznom in Prago s Zürichom, preko Linza in Salzburga. Sedaj so najpomembnejše delujoče proge Praga–Češke Budejovice, Češke Budejovice–Linz in Plzen–Jihlava. Mesto povezujejo štiri železniške postaje. Glavna postaja se imenuje Češke Budejovice. Druge postaje v mestu so Severna postaja Češke Budejovice, Južna postaja Češke Budejovice in Nové Hodějovice.
Javno domače in mednarodno Letališče České Budějovice leži 6 km jugozahodno od Čeških Budejovic, na ozemlju občin Planá in Homole.
Prevoz znotraj mesta zagotovljajo avtobusi in trolejbusi. Avtobusi imajo 16 linij (vključno s 3 električnimi avtobusi), trolejbusi pa 7 linij. Transportno podjetje je v lasti mesta.

## Šport

### Prizorišča
Češke Budejovice so kraj mnogih športnih objektov in nacionalnih stadionov, vključno z nogometnim Stadionom Střelecký ostrov, hokejsko dvorano Budvar Arena in atletskim stadionom Sokol. Plavalni stadion Češke Budejovice ima 50-metrski notranji bazen, bazen za potapljanje, savne, zunanji bazen in otroški bazen. Po posodobitvi leta 1998 so bil dozidali pokrit tobogan in po posodobitvi leta 2017 novo masažno kad.
Spidvej je bil pomemben šport v mestu od 18. septembra 1956 do 1. julija 1973. Spidvejski stadion na Dlouhi louki, pri Na Sádkách, so odprli septembra 1955 in je imel zmogljivost 30.000 gledalcev. Steza je bila dolga 485 metrov in mestna ekipa je sodelovala na uvodnem Češkoslovaškem ekipnem prvenstvu v spidveju leta 1956. V letih 1957/58 so  znotraj spidveja zgradili atletsko stezo.

### Večji športni klubi
- SK Dynamo České Budějovice (Češka prva nogometna liga)
- Motor České Budějovice (Češka ekstraliga)
- VK Jihostroj České Budějovice (odbojka)
- TJ Sokol České Budějovice (atletika)
- Hellboys České Budějovice (ameriški nogomet)
- RC České Budějovice (ragbi)
- TJ Lokomotiva České Budějovice (rokomet)
- Budějovické Barakudy (kriket)
- FBC Štíři České Budějovice (floorball)
- TJ Dynamo České Budějovice (nogometni tenis)
- SKVS České Budějovice (kanu slalom)

## Mestne znamenitosti
Zgodovinsko mestno jedro je dobro ohranjeno in je z zakonom zaščiteno kot mestni spomeniški rezervat.
Med glavnimi znamenitostmi mesta in najbolj obiskanimi turističnimi destinacijami je Črni stolp (Černá věž). Zgrajen je bila v letih 1550–1577 kot stražni stolp in zvonik. Visok je 72 m, na vrh pa vodi 225 lesenih stopnic. Stolp je opremljen s šestimi zvonovi.
Stolp Železna devica (Železná panna) in stolp Rabenštejn sta nekdanja zapora iz 14. stoletja in dva od redkih ostankov gotskih utrdb starega mesta.

### Mestni trg
Zgodovinsko mestno jedro tvori velik Trg Otokarja II. Přemysla in njegova okolica. Mestni trg ima obliko pravilnega kvadrata in sodi med največje trge v državi. Na trgu se vrstijo renesančne in baročne hiše z arkadami. Večina hiš ima gotsko jedro.
Sredi trga je Samsonov vodnjak (Samsonova kašna). Gre za baročni vodnjak, zgrajen v letih 1721–1727, ki je največji vodnjak na Češkem s premerom 17 m. Prvotno ni bil le okras, ampak je služil tudi za oskrbo mesta z vodo iz Vltave. Ob vodnjaku je tako imenovana izgubljena skala, edini ostanek prvotnega tlaka.
Mestna hiša je najbolj izrazita hiša na trgu. Prvotno je bila renesančna hiša iz sredine 16. stoletja, v letih 1727–1730 popolnoma baročno prezidana po načrtih Antona Erharda Martinellija. Fasada s tremi stolpi je okrašena s štirimi alegoričnimi skulpturami. Na najvišjem stolpu je kariljon iz leta 1995. Mestna hiša še danes služi svojemu namenu, ponuja pa tudi vodene oglede.

### Sakralni spomeniki
Dominikanski samostan s Cerkvijo Marijinega prikazanja je najstarejši spomenik v zgodovinskem središču mesta. Samostan so ustanovili leta 1265 skupaj z mestom. Prvotno gotske stavbe so prezidali v baročnem slogu. Samostan so ukinili leta 1785. Leta 1865 so cerkev predelali v neogotskem slogu.
Nekdanji kapucinski samostan so ustanovili leta 1614. Cerkev svete Ane so zgradili v zgodnjem baročnem slogu v letih 1615–1621. Samostan so ukinili leta 1804, njegovo zgradbo pa so v letih 1843–1844 prezidali v neoklasicističnem slogu. V 1980-ih so cerkev spremenili v koncertno dvorano.
Stolnica svetega Nikolaja je triladijska bazilika, ki se nahaja v bližini glavnega mestnega trga. Ustanovljena je bila leta 1265. Po požaru leta 1641 so jo prezidali v renesančnem slogu. Leta 1785 so jo povišali v stolnico.
Cerkev Svete družine so zgradili v neogotskem slogu v letih 1886–1887. Ima dragoceno notranjo opremo Beuronske umetniške šole.
Cerkev svetega Janeza Krstnika in Prokopija je bila ustanovljena v prvi polovici 13. stoletja, v prvotni vasi pred ustanovitvijo kraljevega mesta. Velikokrat so jo razširili in spremenili. Sedanjo podobo je dobila po prenovi leta 1872. Poleg cerkve je najstarejše pokopališče v Čeških Budejovicah z mnogimi dragocenimi nagrobniki.

### Muzeji
Muzej Južne Češke je bil ustanovljen leta 1870 in odprt za javnost leta 1877 v hiši poleg mestne hiše. Sedanji muzej so zgradili v neorenesančnem slogu v letih 1899–1901 in odprli leta 1903. Muzej ima štiri stalne razstave: arheološko, naravoslovno, geološko in etnografsko.
Muzej konjske železnice je podružnica Muzeja Južne Češke. Nahaja se v nekdanji stražarnici na mestu, kjer se je začela Konjska železnica Češke Budejovice–Linz. Hiša, kot tudi vsi ohranjeni odseki konjske železnice, je zavarovana kot nacionalni kulturni spomenik.

## V literaturi
Mesto je eno glavnih dogajališč v romanu Dobri vojak Švejk Jaroslava Haška. České Budějovice so prizorišče in so bile delovni naslov za predstavo Nesporazum (Le Malentendu) Alberta Camusa.

## Znane osebnosti
- Adalbert Gyrowetz (1763–1850), češki skladatelj
- Franz Schuselka (1811–1886), češko-avstrijski politik, publicist
- Otto Pilny (1866–1936), češko-švicarski slikar
- Otto Steinhäusl (1879–1940), avstrijski policijski častnik
- Jan Palouš (1888–1971), češki hokejist
- Rudolf Tomaschek (1895–1966), nemški fizik
- Anna Binder-Urbanová (1912–2004), predavateljica filozofije in filologije
- Norbert Frýd (1913–1976), češki pisatelj, novinar, diplomat
- Rolf Thiele (1918–1994), nemški filmski režiser, producent, scenarist
- Haro Senft (1928–2016), nemški filmski režiser
- Marta Kubišová (rojena 1942), češka pevka
- Vladimír Remek (rojen 1948), kozmonavt, vojaški pilot, politk, diplomat
- Pavel Tobiáš (rojen 1955), češki nogometaš, menedžer
- František Straka (rojen 1958), češki nogometaš, menedžer
- Zdeněk Tůma (rojen 1960), češki ekonomist
- Karel Roden (born 1962), češki igralec
- Karel Havlíček (rojen 1969), češki politik
- Karel Vácha (rojen 1970), češki nogometaš
- Jiří Lerch (rojen 1971), češki nogometaš, nogometni trener
- Jaroslav Modrý (rojen 1971), češki hokejist
- Radek Mynář (rojen 1974), češki nogometaš
- Stanislav Neckář (rojen 1975), češki hokejist
- Václav Prospal (rojen 1975), češki hokejist
- Martin Hofmann (rojen 1978), češki igralec
- Roman Lengyel (rojen 1978), češki nogo9metaš
- Vladimíra Uhlířová (rojena 1978), češka tenisačica
- Josef Melichar (rojen 1979), češki hokejist
- David Lafata (rojen 1981), češki nogometaš
- Václav Nedorost (rojen 1982), češki hokejist
- Filip Novák (rojen 1982), češki hokejist
- Jiří Kladrubský (rojen 1985), češki nogometaš
- Milan Gulaš (rojen 1985), češki hokejist
- Tomáš Mertl (rojen 1986), češki hokejist
- Martin Hanzal (rojen 1987), češki hokejist

## Pobratena in partnerska mesta
| Pobratena in partnerska mesta | Pobratena in partnerska mesta | Pobratena in partnerska mesta |
| ----------------------------- | ----------------------------- | ----------------------------- |
| Linz                          | Avstrija                      |                               |
| Lorient                       | Francija                      |                               |
| Nitra                         | Slovaška                      |                               |
| Passau                        | Nemčija                       |                               |
| Suhl                          | Nemčija                       |                               |